# Joseph Greenberg
Joseph Harold Greenberg (ur. 28 maja 1915 w Brooklynie, Nowy Jork, zm. 7 maja 2001 w Stanford) – amerykański językoznawca, wieloletni pracownik naukowy Uniwersytetu Stanforda, znany przede wszystkim ze swoich prac w dziedzinie typologii i klasyfikacji genetycznej języków świata. Ogólnoświatowy rozgłos przyniosły mu też jego badania nad uniwersaliami językowymi. Duże uznanie zyskał również dzięki pracom nad typologią języków afrykańskich, jednak jego klasyfikacje języków indopacyficznych, amerindiańskich oraz języków Azji są dziś często krytykowane.
Zajmował się też rekonstrukcją prajęzyków. Rozwinął w tej dziedzinie kontrowersyjną, często odrzucaną metodę masowej komparacji leksykalnej, polegającej na poszukiwaniu podobieństw fonetycznych między słownictwem różnych rodzin językowych a nie – jak w przypadku standardowej metody porównawczej – poszczególnych języków. Metoda Greenberga zakłada badanie podstawowego słownictwa, wolno ulegającego zmianom językowym – np. zaimków osobowych. Zdaniem zwolenników tej metody można w ten sposób zrekonstruować prajęzyki używane w bardzo odległej przeszłości. Przy próbach rekonstrukcji tych języków zawodzi standardowa metoda porównawcza, nie można bowiem wykryć przy jej pomocy pokrewieństwa języków, które rozeszły się ponad 10 tys. lat temu.